# トゥーンタウン
- ディズニーパーク > トゥーンタウン
  - ディズニーランド・リゾート > ディズニーランド > トゥーンタウン
  - 東京ディズニーリゾート > 東京ディズニーランド > トゥーンタウン
  - ウォルト・ディズニー・ワールド・リゾート > マジック・キングダム > トゥーンタウン

トゥーンタウン（Toontown、略称：TT、T/T）とは、世界のディズニーパークにあるテーマランドの一つである。

## トゥーンタウンがあるパーク
- ディズニーランド（ディズニーランド・リゾート）
- 東京ディズニーランド（東京ディズニーリゾート）

## トゥーンタウンがあったパーク
- マジック・キングダム（ウォルト・ディズニー・ワールド・リゾート）

## 概要
「ミッキーと仲間たちの住む街」がテーマになっており、「キャラクターの住居専用エリアとしてディズニーパークの開園当初から存在していたが、ゲストからの希望によりミッキーたちがトゥーンタウンをすべての人々に公開した」という設定になっている。そのため、他のエリアに比べてキャラクターに会える可能性が比較的高くなっている。エリア内はアニメーションの世界に入り込んだようなイメージになっており、ユニークな形の建物や街灯、その他の様々な仕掛けがあるのが特徴。
現在はアメリカのディズニーランド（ディズニーランド・リゾート、1993年1月24日にオープン）と日本の東京ディズニーランド（東京ディズニーリゾート、1996年4月15日にオープン。スポンサーはテーマランド全体のスポンサーでもある講談社）に設置されている。かつてはアメリカのマジック・キングダム（ウォルト・ディズニー・ワールド・リゾート）にも設置されていた。

## 施設
英語名には英語版、日本語名には日本語版のWikipediaへのリンクとなっている。

### ディズニーランド (Mickey's Toontown)
2021年11月15日、2023年初頭のミッキーとミニーのラナウェイ・レールウェイのオープンとともにエリア全体のリニューアルを発表。そのため、2022年にいったんクローズすることになる。リニューアルオープン日は3月19日。

#### アトラクション
2023年1月現在。
- Mickey & Minnie's Runaway Railway（ミッキーとミニーのランナウェイ・レイルウェイ）
- Mickey's House and Meet Mickey（ミッキーの家とミート・ミッキー）
- Minnie's House（ミニーの家）
- Donald's Boat（ドナルドのボート）
- Roger Rabbit’s Car Toon Spin（ロジャーラビットのカートゥーンスピン）
- Chip'n Dale Treehouse（チップとデールのツリーハウス）
- Chip 'n' Dale's GADGETcoaster（チップとデールのガジェットコースター）
- Goofy's Playhouse（グーフィーのプレイハウス）
- Disneyland Railroad（ディズニーランド鉄道）

過去に存在したアトラクション
- Jolly Trolley（ジョリートロリー）[1]
- Goofy's Bounce House（グーフィーのはずむ家）[1]

#### ショップ
2021年6月現在。
- Gag Factory - Toontown Five & Dime（ギャグ・ファクトリー/トゥーンタウン・ファイブ・アンド・ダイム）

#### レストラン
2021年6月現在。
- Daisy's Diner（デイジーズ・ダイナー）
- Pluto's Dog House（プルート・ドッグハウス）
- Clarabelle's（クララベルズ・フローズン・ヨーグルト）

過去に存在したレストラン
- トゥーン・アップ・トリーツ

### マジック・キングダム
最初の名前は「ミッキーのバースデーランド」(Micky's Birthdayland)。1988年6月18日にオープン。ミッキーマウスの60回目の誕生日を記念してウォルト・ディズニー・カンパニーの幹部達の提案によって創られたテーマランドでグランプリ・レースウェイのコースを移動させ空いた土地に建設された。その後、当エリアは人気が高く終了後も1990年5月26日に「ミッキーのスターランド」(Micky's Starland) に名称を変更。1996年3月11日に大改装の為クローズ。アナハイムのディズニーランドのトゥーンタウンに習って改装し同年6月29日、「ミッキーのトゥーンタウン・フェア」(Micky's Toontown Fair) としてリニューアルオープン。ミッキー達の別荘という設定で創られている。ファンタジーランドの拡張に伴い、2011年2月にクローズした。

#### 終了したアトラクション
- ミッキーのカントリーハウス
- ミニーのカントリーハウス
- ドナルドのボート
- グーフィーのワイズ・エーカーコースター（このアトラクションのみ、ファンタジーランド拡張後も「バーンストーマー」としてリニューアルされ現存している）
- ジャッジズテント
- トゥーンパーク
- ディズニーワールド鉄道 トゥーンタウン駅
- グランマ・ダックス・ファーム

#### スタッフ
- デザイン：ラッセル・シュローラー

### 東京ディズニーランド
日本における設定
右側がトゥーンたちの家が立ち並ぶ「ミッキーアベニュー」、中央の市役所を中心とした「トゥーンスクエア」、左側の商工業地区の「ダウンタウン・トゥーンタウン」の3つのエリアに分かれる。

#### アトラクション
- ロジャーラビットのカートゥーンスピン
- ミニーの家
- ミッキーの家とミート・ミッキー
- チップとデールのツリーハウス
- ガジェットのゴーコースター
- ドナルドのボート
- グーフィーのペイント&プレイハウス
- トゥーンパーク
- ミニーのスタイルスタジオ

終了したアトラクション
- ジョリートロリー - 現在は車両一台が残され、撮影スポットになっている。
- グーフィーのはずむ家

#### ショップ
- トゥーンタウン・デリバリー・カンパニー
- ギャグファクトリー/ファイブ・アンド・ダイム

#### レストラン
- ディンギードリンク
- トゥーンポップ
- ポップ・ア・ロット・ポップコーン
- ヒューイ・デューイ・ルーイのグッドタイム・カフェ
- ミッキーのトレーラー
- トゥーントーン・トリート

終了したレストラン
- アウト・オブ・バウンズ・アイスクリーム
- デイジーのスナックワゴン
- グーフィーのドリンクスタンド

#### サービス施設
- トゥーンタウン・ベビーセンター（2006年10月5日にオープン）
- 講談社ラウンジ

#### エンターテイメント
終了したエンターテイメント
- トゥーンタウン･ハロウィン仮装パーティー

未就学児のいる家族限定で150組600名が抽選で招待される。
- ロジャーラビットのトゥーンタウン・アワー
- ドナルドのダッキーキッズ
- トゥーンタウン・サウンドメーカーズ

#### その他
- エリアの中央にある金庫屋で、金庫が地面に落下しているが、これは『向かいにある花火工場で以前花火が暴発し、その影響で吊るしてあった金庫が落下してしまった』という設定。
- ガジェットのゴーコースターでは、ベンチや柵が定規や電卓、歯ブラシなどでできている（本物ではない）。
- トゥーンタウン内では、三匹のこぶたは建築屋（スリーリトルピッグコンストラクションカンパニー）、グーフィーはガソリンスタンド（グーフィーのガスステーション）などディズニーのキャラが経営している建物がある。
- トゥーンタウン郵便局にはキャラクターの私書箱があり、各キャラクターのボイスが収められている。
- 1999年にはパーク外のイベントで「トゥーンタウン」の特別なショーが行われた。